# Simón Gutiérrez
Simón Gutiérrez (Pravia, Asturias, Reino de las Españas 1760s - República Federal de Centroamérica c. 1830s) fue un coronel que se desempeñó como corregidor de Chiquimula, alcalde mayor de Tegucigalpa (de 1815 a 1817), intendente de San Salvador (en el año de 1818), jefe político subalterno del partido de Tegucigalpa (en la provincia de Comayagua, del 22 al 31 de diciembre de 1821), jefe político subalterno del partido de San Miguel (en la provincia de San Salvador, a inicios de 1822).

## Biografía
Simón Gutiérrez nació en Pravia, Reino de las Españas, por la década de 1760s. Se dedicaría a la carrera de las armas; participaría en la guerra del Rosellón (1793 - 1795), y en las batallas de Rosellón y Cataluña de ese mismo conflicto; y alcanzaría el rango de coronel.
Se trasladaría a residir a la Capitanía General de Guatemala, donde se desempeñaría como coronel del batallón de milicias disciplinada de Chiquimula. En el año de 1800 se haría cargo de la organización de las milicias de la intendencia de Comayagua; y en 1803 se le comisionaría para formar dos compañías de infantería en dicha intendencia. Posteriormente, sería enviado a la población de Gualán.
En 1811, el presidente-gobernador y capitán general de Guatemala José de Bustamante le ordenó trasladarse a la ciudad de la Nueva Guatemala de la Asunción; y en 1812 lo nombró corregidor de Chiquimula. Durante ese tiempo, en dos ocasiones, solicitó ser trasladado a España; pero no obtuvo resultados.
En 1815 fue nombrado como alcalde mayor de Tegucigalpa. Durante su mandato, se pondrá de lado de Tegucigalpa contra la capital de la intendencia (Comayagua); debido a no poder hacer frente a una epidemia de viruela, propondría que las cajas de la comunidad se concentrarán en Tegucigalpa y no en Comayagua; asimismo, levantaría un puente sobre el río Grande entre Tegucigalpa y Comayagüela, pero una crecida del río destruiría lo avanzado, por lo que sería su sucesor Narciso Mallol quien lo concluiría.
El 18 de febrero de 1818, el capitán general lo designó como intendente de San Salvador; tomando posesión el 23 de marzo; ejerciendolo hasta el 22 de septiembre de ese año, ya que el anterior intendente José María Peinado (que fue destituido en 1814 debido a ser uno de los que formularon las instrucciones del diputado a las Cortes de Cádiz en 1812) fue restituido en ese puesto. Sin embargo, como era requisito, el 13 de agosto de 1819, el rey Fernando VII aprobaría dicho nombramiento.
En 1819 fue nombrado como encargado de la administración de justicia del corregimiento de Chiquimula; y también terminó de pagar las deudas por el pago de tributos de Tegucigalpa. Sería nombrado intendente de San Salvador, y en 1821 sería electo como diputado a cortes; pero no podría tomar posesión de ambos cargos por la independencia.
En 1820 fue nombrado comandante del batallón de milicias de Chiquimula; y en octubre de 1821 informó al jefe político superior y capitán general de Guatemala Gabino Gaínza, que sus tropas habían realizado el juramento a la independencia.
En noviembre de 1821, el jefe político superior le ordenó que se movilizara a los llanos y la ciudad de Gracias, para defender a Tegucigalpa de cualquier ataque proveniente de Comayagua (que se había declarado independiente de Guatemala). El 22 de diciembre tomó posesión de los cargos de comandante de las armas y jefe político de Tegucigalpa; y los ejerció hasta el 31 de diciembre.
En 1822, debido a que las provincias de la antigua capitanía de Guatemala se habían declarado unidas al primer Imperio Mexicano, pero la provincia de San Salvador se declaró independiente, fue enviado a la ciudad de San Miguel; donde ejercería como jefe político de ese partido, y se encargaría de la defensa de esa población de los ataques provenientes de San Salvador.
En marzo de 1822 el jefe político superior Gaínza lo nombró como comandante del puerto de Omoa, y luego como comandante del puerto de Trujillo. En 1823 fue designado vocal de la junta consultiva de Guerra de las Provincias Unidas de Centroamérica; y en 1824 ocupó el cargo de secretario de estado y de despacho de guerra y hacienda.
Al finalizar la guerra civil Centroamericana (1826 - 1829), fue enviado a Olancho (estado de Honduras) a pacificar un levantamiento. Fallecería por la década de 1830s.